# GioGio’s Bizarre Adventure
Le Bizzarre Adventure di GioGio: Vento Aureo (яп. ジョジョの奇妙な冒険 黄金の旋風 ДзёДзё но Кимё: на Бо:кэн О:гон но Кадзэ) — видеоигра — action-adventure, разработанная компанией Capcom для PlayStation 2 в 2002 году. Сюжет игры основан на пятой части манги JoJo's Bizarre Adventure — Vento Aureo, где игрок путешествует по игровому трехмерному пространству, вступая в диалоги или сражения с остальными персонажами. По сюжету игры Джорно Джованна, сын Дио Брандо, хочет стать боссом мафии, чтобы положить конец наркоторговле и остальным бесчестным поступкам её прежнего босса. Его команда, состоящая из носителей стендов, должна бороться против босса мафии Дьяволо и защищать его дочь — Трис Уну, которую Дьяволо намеревается убить.

## Геймплей
GioGio’s Bizarre Adventure представляет собой action-adventure, где управляемый игроком персонаж может исследовать открытый трёхмерный игровой мир и взаимодействовать/сражаться с другими персонажами. Игрок может управлять такими персонажами, как Джорно Джованна, Бруно Буччератти, Леоне Аббаккьо, и Трис Уна, при этом каждый из них использует разные стратегии в бою.
Система боя включает в себя физические атаки, такие как удары ногами и кулаками или возможность уворачиваться от атак. Повторное нажатие кнопки геймпада приводит к более сильным комбинированным атакам . Также игрок может высвобождать свой стенд, который может наносить больший урон и применять уникальные способности, у каждого стенда они разные. Однако стенды поглощают жизненную силу его носителя, также хозяин получает урон, если попасть по его стенду. Немаловажную роль в сражении играет и окружающая обстановка; некоторые стенды более эффективны в дальнем бою и открытом пространстве, другие же проявляют себя лучше в закрытом пространстве со стенами. Для того, чтобы победить, игроку необходимо изучить поведение противника и продумать стратегию. Во время сражений могут появляться двухмерные и трёхмерные кат-сцены для экспозиции боя, например показать, как стенд выбивает зубы противнику. Если игрок выигрывает, то получает очки, которые разблокируют доступ к новым предметам в галерее. Помимо сражений, игрок должен выполнять разные квестовые задания и общаться с персонажами.

## Создание и выход
Разработкой игры занималась компания Capcom, а её сюжет основан на манге Vento Aureo — пятой части манги JoJo's Bizarre Adventure авторства Хирохико Араки; обложка для упаковки физической копии игры была лично нарисована Араки. Игровой трёхмерный мир выдержан в стиле сэл-шейдерной анимации, имитирующем результат рисования вручную, для того, чтобы передать картинке псевдостиль манги. Официальный выход игры состоялся 25 июля 2002 года для игровой приставки PlayStation 2. Также игра была повторно выпущена 20 сентября 2007 года в бюджетном варианте.
Capcom планировала выпустить игру на территории США и Европы в 2002 году и даже демонстрировала игру на игровой выставке Electronic Entertainment Expo (E3) в США. Американская версия игры должна была выпускаться просто под названием JoJo’s Bizarre Adventure, а европейская — GioGio’s Bizarre Adventure. Изменённое название было личной инициативой Араки, который хотел подчеркнуть итальянскую тематику сюжетной линии игры и считал поэтому название JoJo’s Bizarre Adventure не корректным. Позже игра была показана на европейской игровой выставке Sony Computer Entertainment Europe в августе 2002 года, где каждый посетитель мог опробовать игру. На выставке E3 в 2002 году было объявлено, что на западе игра выйдет в октябре 2002 года, однако дата выпуска была затем перемещена на декабрь 2002 года и снова на 14 февраля 2003 года. Однако выход игры на западе так и не состоялся.

## Восприятие
| Иноязычные издания | Иноязычные издания |
| Издание            | Оценка             |
| ------------------ | ------------------ |
| Famitsu            | 31/40              |

Игра получила преимущественно положительные отзывы;
Джордж Уолтер из журнала PlayStation Official Magazine — UK назвал геймплей однообразным, однако создание для каждого отдельного стенда его уникальных и неповторимых способностей делает боевую систему увлекательной и не даёт игроку чувство повторяемости. Дэвид Смит имеет однако иное мнение и считает, что разнообразные бои доставляют удовольствие какое то время, но по мере прохождения игры, игрок заметит ограниченность движений и приёмов противников. Критик рекомендует игру для любителей манги, но не более.
Главным достоинством критиками была признана хорошо проработанная графика и её оригинальный стиль. Адам Уори из сайта EW, отметил, что графика игры на ура справилась с задачей передать игре дух оригинальной манги. Уолтер назвал визуальные эффекты в игре превосходными и поразительными, будто на «глазах зрителя манга оживает и затягивает игрока в свой сюжет и мир». Том Бармвелл из Eurogamer описал графику слишком непривычной, но местами похожей на таковую в игре Jet Set Radio. Смит назвал игру GioGio’s Bizarre Adventure одной из самых достоверных игровых адаптаций по манге; наличие в воздухе рисованных линий и прыгающих символов катаканы, типичных для манги, будут вызывать у игроков, знакомых с мангой «родные ассоциации». С другой стороны критику не понравилась проработанность окружающего мира; с далека он выглядит очень подробным и реалистичным, но при приближении к предметам, становятся заметными плохо проработанные текстуры. Критики журнала Famitsu также похвалили визуальный стиль игры и графику, но отметили скомканность развития сюжета, который будет не понятен игрокам, не знакомым с оригинальной мангой Vento Aureo и поэтому рекомендуют его именно фанатам оригинальной манги.

## Музыка
Le Bizzarre Avventure di GioGio: Vento Aureo OST (яп. ジョジョの奇妙な冒険 黄金の旋風 オリジナルサウンドトラック ДзёДзё но Кимуё но Бо:кэн О:гон но Кадзэ Ородзинару Саудо Торакку) — является альбомом, собранным из саундтреков, собранных в игре. Композитором выступает Мицухико Такано.
| №   | Название                                                                | Музыка          | Длительность |
| --- | ----------------------------------------------------------------------- | --------------- | ------------ |
| 1.  | «GioGio's Bizarre Adventure-CM tune» (яп. ジョジョの奇妙な冒険・CM曲)   | Мицухико Такано | 0:56         |
| 2.  | «Main Title» (яп. メイン・タイトル)                                     | Мицухико Такано | 0:53         |
| 3.  | «Title-back» (яп. タイトル・バック)                                     | Мицухико Такано | 0:27         |
| 4.  | «Story» (яп. ストーリー)                                                | Мицухико Такано | 0:58         |
| 5.  | «Synopsis 1 -demo-» (яп. −デモ−：あらすじ１)                            | Мицухико Такано | 2:05         |
| 6.  | «Buccellati» (яп. ブチャラティ)                                         | Мицухико Такано | 2:59         |
| 7.  | «Giorno» (яп. ジョルノ)                                                 | Мицухико Такано | 2:13         |
| 8.  | «Synopsis 2 -demo-» (яп. −デモ−：あらすじ２)                            | Мицухико Такано | 0:49         |
| 9.  | «Black Sabbath» (яп. ブラック・サバス)                                  | Мицухико Такано | 2:51         |
| 10. | «Mission Complete» (яп. 任務完了)                                       | Мицухико Такано | 0:40         |
| 11. | «Formaggio» (яп. ホルマジオ)                                            | Мицухико Такано | 1:38         |
| 12. | «Passione» (яп. パッショーネ)                                           | Мицухико Такано | 0:53         |
| 13. | «Illuso (Type1)» (яп. イルーゾォ（Type１）)                             | Мицухико Такано | 2:05         |
| 14. | «Illuso (Type2)» (яп. イルーゾォ（Type２）)                             | Мицухико Такано | 2:18         |
| 15. | «Italy» (яп. イタリア)                                                  | Мицухико Такано | 0:13         |
| 16. | «Prosciutto» (яп. プロシュート)                                         | Мицухико Такано | 1:44         |
| 17. | «Pesci» (яп. ペッシ)                                                    | Мицухико Такано | 1:36         |
| 18. | «Anxiety -demo-» (яп. −デモ−：不安)                                     | Мицухико Такано | 0:48         |
| 19. | «Escape!» (яп. エスケープ！)                                            | Мицухико Такано | 1:30         |
| 20. | «Ghiaccio» (яп. ギアッチョ)                                             | Мицухико Такано | 2:44         |
| 21. | «As for the useless! -demo-» (яп. −デモ−：そこはダメ！>)                | Мицухико Такано | 0:32         |
| 22. | «King Crimson» (яп. キング・クリムゾン)                                 | Мицухико Такано | 1:51         |
| 23. | «Decision -demo-» (яп. −デモ−：決意)                                    | Мицухико Такано | 0:41         |
| 24. | «Notorious B.I.G. (Type1)» (яп. ノトーリアス・B・I・G（Type１）)        | Мицухико Такано | 1:11         |
| 25. | «Notorious B.I.G. (Type1)» (яп. ノトーリアス・B・I・G（Type２）)        | Мицухико Такано | 2:26         |
| 26. | «Tension -demo-» (яп. −デモ−：緊張)                                     | Мицухико Такано | 0:47         |
| 27. | «Cioccolata» (яп. チョコラータ)                                         | Мицухико Такано | 1:40         |
| 28. | «Secco» (яп. セッコ)                                                    | Мицухико Такано | 2:12         |
| 29. | «G, G, G, G, G... -demo-» (яп. −デモ−：ゴ・ゴ・ゴ・ゴ・ゴ…)             | Мицухико Такано | 0:50         |
| 30. | «Polnareff» (яп. ポルナレフ)                                            | Мицухико Такано | 2:25         |
| 31. | «Introduction -demo-» (яп. −デモ−：イントロダクション)                  | Мицухико Такано | 1:23         |
| 32. | «Gold Experience Requiem» (яп. ゴールド・エクスペリエンス・レクイエム)  | Мицухико Такано | 2:14         |
| 33. | «Ending» (яп. エンディング)                                             | Мицухико Такано | 1:32         |
| 34. | «Staff Roll» (яп. スタッフ・ロール)                                     | Мицухико Такано | 3:08         |
| 35. | «Buccellati (Arrange version)» (яп. ブチャラティ（アレンジバージョン）) | Мицухико Такано | 3:01         |